# مارتین والش
مارتین والش (انگلیسی: Martin Walsh؛ زادهٔ ۸ نوامبر ۱۹۵۵) تدوین‌گر اهل انگلستان-ایالات متحده آمریکا است. 

## فیلم‌شناسی
- هکرها (Softley-1995)
- Feeling Minnesota (Baigelman-1996)
- Roseanna's Grave (پل ویلند-۱۹۹۷)
- هیلاری و جکی (آناند تاکر-۱۹۹۸)
- The Mighty (Chelsom-1998)
- منسفیلد پارک (Rozema-1999)
- خاطرات بریجت جونز (Maguire-2001)
- Strictly Sinatra (پیتر کاپالدی-۲۰۰۱)
- آیریس (Eyre-2001)
- شیکاگو (راب مارشال-۲۰۰۲).
- Thunderbirds (Frakes-2004)
- Separate Lies (جولین فالوز-۲۰۰۵)
- وی مثل وندتا (جیمز مک‌تیگو-۲۰۰۶)
- اینکهارت (Softley-2008)
- برخورد تایتان‌ها (لویس لتریر-۲۰۱۰)
- شن‌های زمان (مایک نیوول-۲۰۱۰)
- را. یک (Sinha-2011)[۱]
- خشم تایتان‌ها (جاناتان لیبسمن-۲۰۱۲)
- جک رایان: سرباز سایه (کنت برانا)